# Messier 59
Messier 59 (również M59 lub NGC 4621) – galaktyka eliptyczna w gwiazdozbiorze Panny. Odkrył ją 11 kwietnia 1779 roku Johann Gottfried Koehler razem z sąsiednią M60 podczas obserwacji komety. Cztery dni później (15 kwietnia 1779 roku) M58, M59 i M60 niezależnie od Koehlera odkrył Charles Messier.
Galaktyka znajduje się w odległości około 60 milionów lat świetlnych od Ziemi. Wymiary M59 wynoszą ok. 87 × 61 tys. lat świetlnych (5' × 3,5').
M59 należy do Gromady galaktyk w Pannie. Prawdopodobnie towarzyszy jej 1,5-2,3 tys. gromad kulistych.
W galaktyce zaobserwowano supernową SN 1939B.